# 吉首大学
吉首大学，简称吉大，是中华人民共和国湖南省湘西土家族苗族自治州的一所全日制公立综合性大学。

## 历史沿革
吉首大学创建于1958年，由中华人民共和国国务院总理周恩来批复同意设立。
1978年8月，升格为湖南省属综合性大学，同时湖南医科大学湘西分院并入吉首大学组建医疗系，湘潭大学湘西分校并入吉首大学组建体育系，并于翌年恢复招收本科学生。
2000年，吉首卫生学校并入吉首大学，并与医疗系合并组建吉首大学医学院。翌年，湘西民族教育学院与吉首民族师范学校并入吉首大学组建吉首大学师范学院。
2002年，武陵高等专科学校并入吉首大学成为吉首大学张家界校区，随后改制为吉首大学张家界学院，继续保留专科层次教育。该学院于2024年脱离吉首大学，转设为张家界学院。
2004年，中华人民共和国教育部同意将吉首大学列入对口支援西部地区高等学校，并由中山大学对口支援。
2024年，吉首大学雷公井校区挂牌，吉首大学师范学院实质性融入吉首大学，将和教师教育学院合并为新的师范学院。师范学院将停止专科批层次专业招生，保留本科批次，培养小学教育人才。

## 概况
至2021年9月，该校设有马克思主义学院、商学院、文学与新闻传播学院、法学与公共管理学院、美术学院、物理与机电工程学院等教学学院21个，一级学科41个，本科专业78个。